# Вицев
Вицев (укр. Виців) — село в Стрелковской сельской общине Самборского района Львовской области Украины.
Население по переписи 2001 года составляло 97 человек. Занимает площадь 0,92 км². Почтовый индекс — 82093. Телефонный код — 3238.